# Rogério Falabella
Rogério Falabella (Minas Gerais, 6 de outubro  de 1935) é um publicitário, ator, escritor e diretor de teatro brasileiro.

## Biografia
Nascido em Minas Gerais, começou a carreira em 1954, fazendo teatro em núcleos de igreja. Depois passou a trabalhar com  Carlos Xavier no Teatro de Comédia de Belo Horizonte, onde fez algumas peças, como a "Deu o Freud Contra", "Terra Queimada", "A Farsa do Advogado Pathelin" e os "Sonhos do Theodoro".
Em 1957, foi para a televisão, onde trabalhou por 10 anos, integrando o elenco de Teleteatro da extinta TV Itacolomi. Juntamente com trabalho de ator, surgiu a oportunidade de escrever roteiros para o Teleteatro, uma programa de 45 minutos com temas policiais, de suspense, terror ou comédia, escritos, normalmente, em dupla. Isso lhe deu a possibilidade de, como ator, trabalhar com textos de grandes dramaturgos. 
Mais tarde voltou ao teatro, mas também trabalhando com publicidade. Quando começou nessa área, a televisão ainda era ao vivo. Fazia os filmes comerciais em 35 ou 16 mm para televisão, mas com todo o processo de cinema. 
Também é autor de peças teatrais. Sua primeira peça foi "Perigo, Mineiros em Férias", em cartaz por muitos anos. Escreveu, também, dentre outras peças, "Depois Daquele Baile", transformado em filme em 2006, com roteiro seu, estrelado por Irene Ravache, Lima Duarte e Marcos Caruso. 
Suas filhas, as atrizes Cynthia Falabella, Débora Falabella e a empresária Junia Falabella começaram trabalhando com ele em comerciais
Sua mulher, Maria Olímpia, canta no Coral do Palácio das Artes em Belo Horizonte, a filha  Cynthia fez o curso de balé no Palácio e Débora também sempre gostou de teatro, já a mais velha, Junia Falabella, seguiu carreira no mercado publicitário. Daí começaram fazendo peças no colégio, produzindo peças e comerciais, depois infantis e outras oportunidades foram surgindo para as carreiras de todas. 

## Carreira

### Cinema
Longa-metragens
- 1986 - A Dança dos Bonecos - Vitorino
- 1989 - O Grande Mentecapto - Pai
- 2005 - Depois Daquele Baile (como roteirista)
- 2006 - Batismo de Sangue - Juiz

Curta-metragens
- 2001 - Françoise - Tio de Françoise

### Teatro
- Sonhos do Theodoro
- A Farsa do Advogado Pathelin
- Terra Queimada
- Deu o Freud Contra

Peças de sua autoria
- Depois daquele Baile
- Perigo, Mineiros em Férias

### Televisão
- 2002 - Coração de Estudante
- 2003 - Mulheres Apaixonadas - Alfredo
- 2004 - Cabocla - Dr. Teles
- 2006 - Sinhá Moça - Nogueira
- 2007 - O Profeta - Dr. Díógenes
- 2009 - Maysa - Quando Fala o Coração - André Matarazzo
- 2012 - Aquele Beijo - Participação especial